# 張買奴
张买奴，南北朝东魏、北齐儒生，平原（今山东省平原县）人。
張買奴博通儒家经书的义理，拜在他门下的学生有千馀人。当时儒生门都推重他，名声非常盛大。在北齐，历任太学博士、国子助教，天保年间去世。